# Mistrzostwa Europy w biathlonie letnim
Mistrzostwa Europy w biathlonie letnim rozgrywane były w latach 2004–2013, organizowane przez Międzynarodową Unie Biathlonu. Rywalizacja toczyła się na nartorolkach i w formie biegu przełajowego. Odbywały się one co roku późnym latem.
Początkowo, oprócz rywalizacji w sztafecie mieszanej, przeprowadzono zawody w sprincie i pościgu. Już w 2005 roku biegi pościgowe zostały usunięte z programu na rzecz biegów masowych. Podobnie jak pościg, bieg masowy również opierał się na sprincie, ponieważ 30 najlepszych ze sprintu kwalifikowało się do dalszej rywalizacji.

## Organizatorzy
- 2004  Clausthal-Zellerfeld
- 2005  Bystřice pod Hostýnem
- 2006  Kieś
- 2007  Tysowiec
- 2008  Bansko
- 2009  Nové Město na Moravě
- 2010  Osrblie
- 2011  Martell
- 2012  Osrblie
- 2013  Haanja